# 奧爾漢加濟

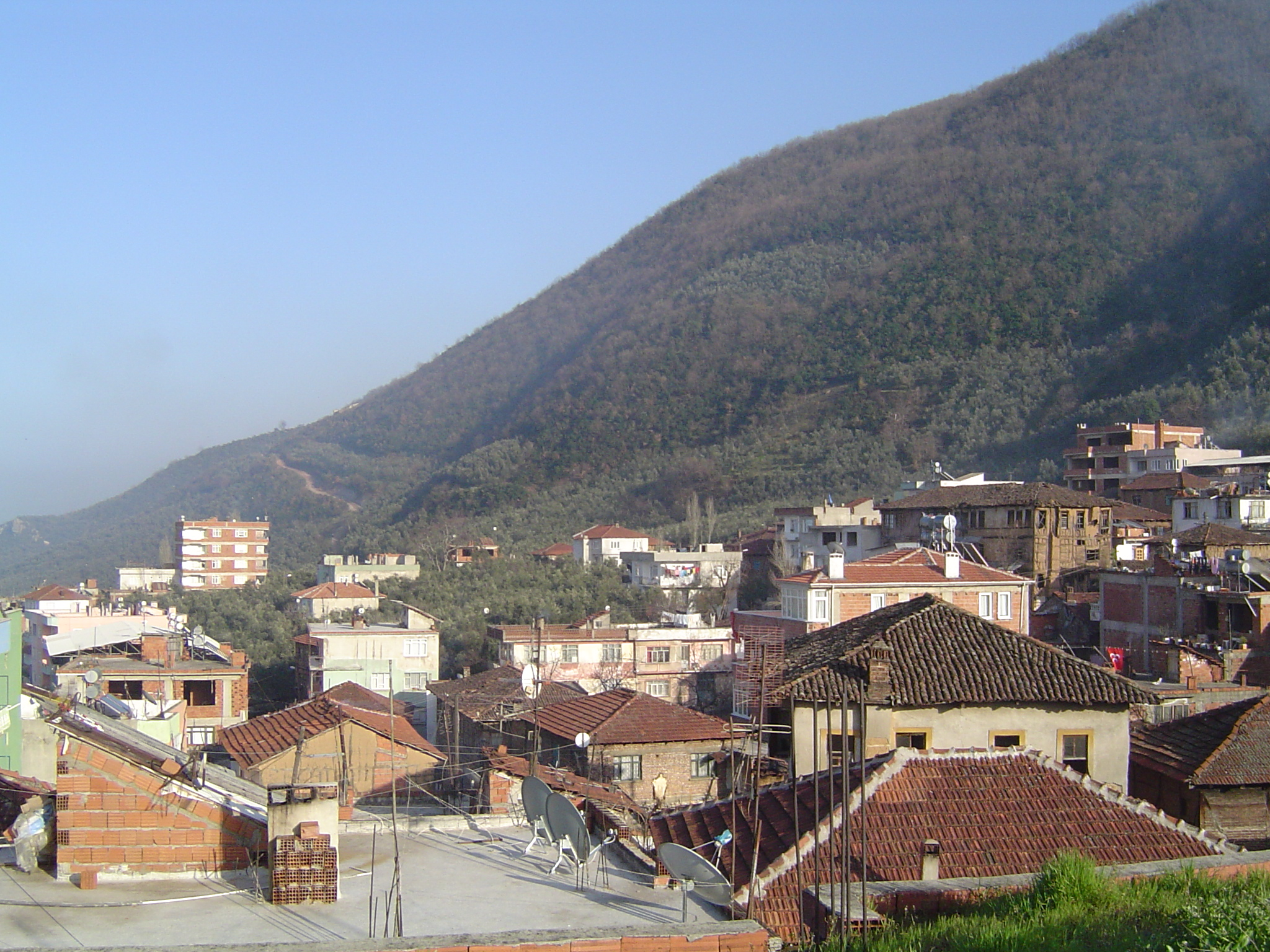
Orhangazi

奧爾漢加濟是土耳其的城鎮，位於該國西北部伊茲尼克湖畔，由布爾薩省負責管轄，始建於1362年，面積603平方公里，該地區自6,000年前有人類居住，2010年人口55,688。